# Ettore Troilo
Ettore Troilo (Torricella Peligna, 10 aprile 1898 – Roma, 5 giugno 1974) è stato un patriota, prefetto e antifascista italiano.
Durante la resistenza italiana fu l'animatore e il comandante di quella che diverrà nota come brigata Maiella. Nominato Prefetto di Milano dopo la Liberazione, rimane memorabile la decisa opposizione, guidata dal Partito Comunista il 28 novembre 1947, alla sua sostituzione a questo incarico, decisa dal Presidente del Consiglio Alcide De Gasperi.

## Biografia
Ettore Troilo, figlio di un medico condotto, già a 18 anni partì volontario per la Grande Guerra.
Nel 1922 conseguì la laurea in legge, esercitando poi l'attività di avvocato presso uno studio a Milano: lì conobbe i socialisti Filippo Turati, che a sua volta lo presentò a Giacomo Matteotti, del quale divenne un assiduo frequentatore e collaboratore.

### La Resistenza
I giorni 10 e 11 settembre 1943 partecipò alla difesa di Roma combattendo contro i nazisti. Ad occupazione avvenuta si diresse verso il suo paese natale, Torricella Peligna, ove venne catturato da militari tedeschi, riuscendo tuttavia in seguito a fuggire.

Distintivo del gruppo della Brigata Maiella

Alla fine del 1943 iniziò a raggruppare elementi partigiani in una banda armata che prese il nome di Patrioti della Maiella, poi evolutasi militarmente sotto il suo comando come Brigata Maiella, formazione che avrà un ruolo di primo piano nel corso della lotta di liberazione dell'Italia. Dal febbraio 1944, come "Banda Patrioti della Maiella", fu inquadrata nella 209ª Divisione di fanteria dell'esercito, combattendo al fianco delle truppe alleate dall'Abruzzo fino al Veneto.

### Il dopoguerra
La brigata si sciolse dopo la guerra, nel luglio 1945, e Troilo divenne ispettore del Ministero dell'assistenza postbellica. Nel gennaio 1946 fu nominato prefetto di Milano dal governo De Gasperi, succedendo a Riccardo Lombardi divenuto ministro dei Trasporti. Due anni dopo, rimasto l'ultimo prefetto di nomina politica, nonostante il suo prestigio e la sua dichiarata apartiticità, fu rimosso dall'incarico il 27 novembre 1947 per decisione del ministro dell'interno, il democristiano Mario Scelba. La notizia della sua sostituzione con il prefetto di Torino Vincenzo Ciotola, funzionario di carriera, causò una drammatica reazione da parte della sinistra, che occupò la prefettura milanese con i suoi militanti - tra cui anche ex partigiani armati - guidati da Gian Carlo Pajetta, mentre per protesta il sindaco socialista Antonio Greppi (nominato dal CLNAI) e 156 sindaci dei Comuni dell'hinterland milanese si dimisero in massa.
La prima decisione presa dal ministro Scelba fu di ordinare alla Divisione Legnano di assumere temporaneamente i poteri prefettizi e il comando della città. La decisione finale del governo, invece, fu di trattare. Una delegazione del PCI fu inviata a Roma per parlare con Scelba e De Gasperi. Da questo incontro arrivò la soluzione: gli occupanti avrebbero accettato la destituzione del prefetto, in cambio della mancata denuncia per il reato commesso. In applicazione dell'accordo, la sera del 28 novembre giunse a Milano il sottosegretario Achille Marazza (DC), conosciuto e ben visto dai partigiani, il quale ottenne lo sgombero della prefettura senza spargimento di sangue.

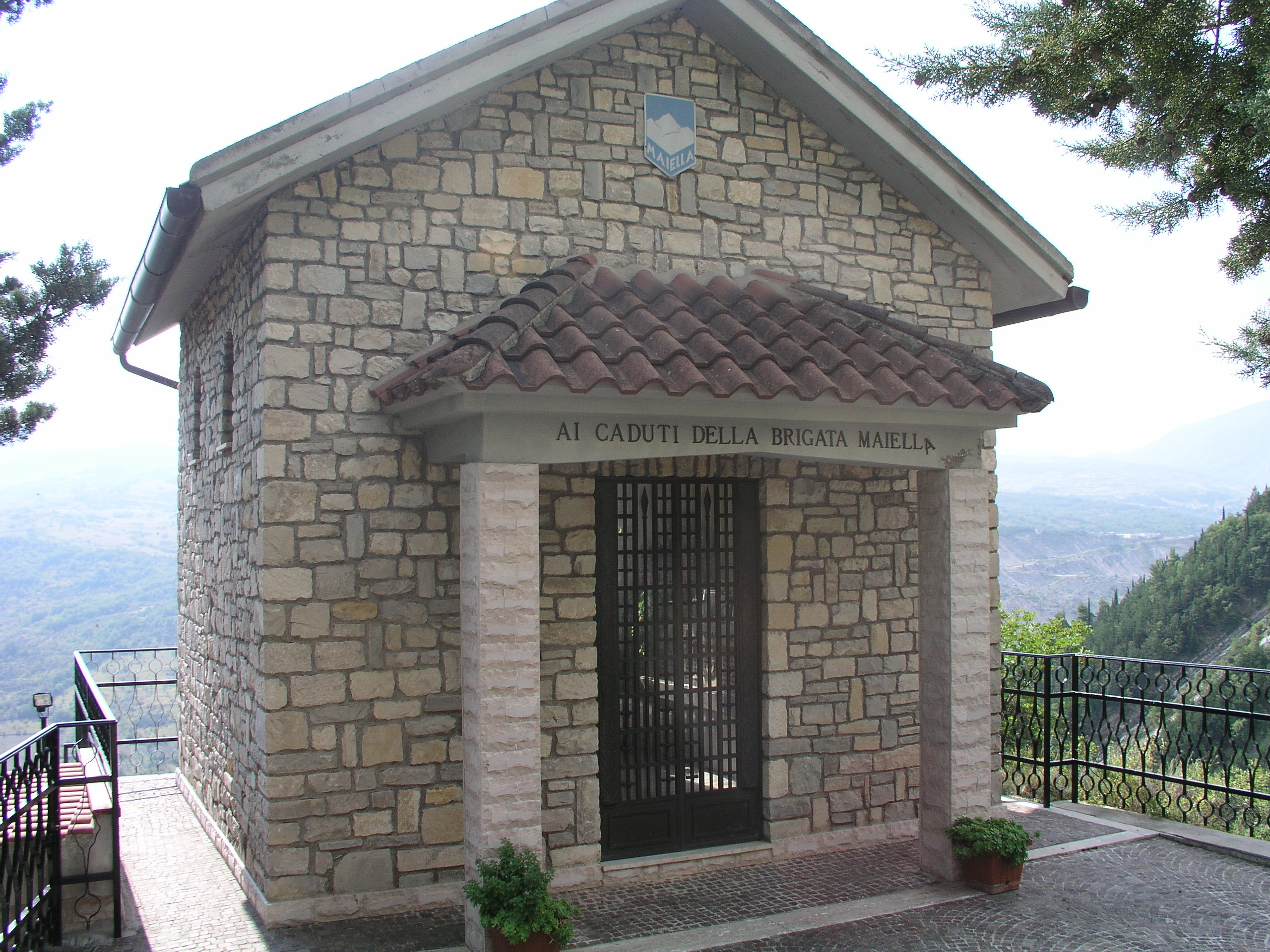
Sacrario militare dei Caduti della Brigata Maiella a Taranta Peligna

Il 3 dicembre Troilo abbandonò definitivamente la carica , evitando ogni irrigidimento politico, e l'occupazione ebbe quindi termine pacificamente. Accettò la contropartita offertagli, un incarico presso l'ONU come ministro plenipotenziario dell'Italia per i problemi dell'informazione e la promozione a prefetto di prima classe. Nel gennaio del 1948 però si dimise dall'incarico e da prefetto presentandosi nelle elezioni politiche dell'aprile di quell'anno come candidato indipendente nella lista del Fronte democratico popolare, ma non fu eletto.
Nonostante il ruolo di primo piano avuto durante la lotta di Liberazione, Troilo rifiutò successivamente ogni benemerenza politica e militare, compresa la pensione di guerra, ritenendo di avere adempiuto il suo dovere, rammaricandosi tuttavia dell'emarginazione in cui era relegata la memoria della Resistenza.
Nel 1953 fu tra i fondatori del movimento Autonomia Socialista. Visse gli ultimi decenni della sua vita esercitando la professione di avvocato.
Morì a Roma, i suoi funerali si tennero a Torricella Peligna. Nel 1976 per volere di Domenico Troilo le sue spoglie furono traslate, insieme a quelle di altri patrioti suoi compagni, nel Sacrario militare ai Caduti della Brigata Maiella, costruito appositamente lungo la strada nazionale Frentana per Taranta Peligna. Oggi gli sono dedicate strade a Milano, L'Aquila, Lanciano (CH), Sulmona (AQ), Altino (CH), Brisighella (RA), il Giardino Ettore Troilo a Roma e piazze a Pescara e Torricella Peligna (CH).

## Premi e riconoscimenti
Nel 1947 riceve l'Ambrogino d'oro dalla città di Milano.